# ТСУ (футзальний клуб)
«ТСУ» — грузинський футзальний клуб з міста Тбілісі, який з перервами виступає у суперлізі. Клуб представляє Тбіліський державний університет.

## Титули та досягнення
- Срібний призер чемпіонату Грузії (4): 2002/2003, 2003/2004, 2011/2012, 2012/2013
- Бронзовий призер чемпіонату Грузії (2): 2009/2010, 2010/2011,
- Володар Кубка Грузії: 2011/2012